# Édesvízi rája
Az édesvízi rája (Plesiotrygon iwamae) a porcos halak (Chondrichthyes) osztályának sasrájaalakúak (Myliobatiformes) rendjébe, ezen belül a folyamirája-félék (Potamotrygonidae) családjába tartozó faj.
A korábban monotipikus taxonnak vélt Plesiotrygon halnem típusfaja.

## Neve
Ez a rájafaj a tudományos fajnevét, az iwamae-t, a brazil Satoko Iwama nevű zoológusról kapta.

## Előfordulása

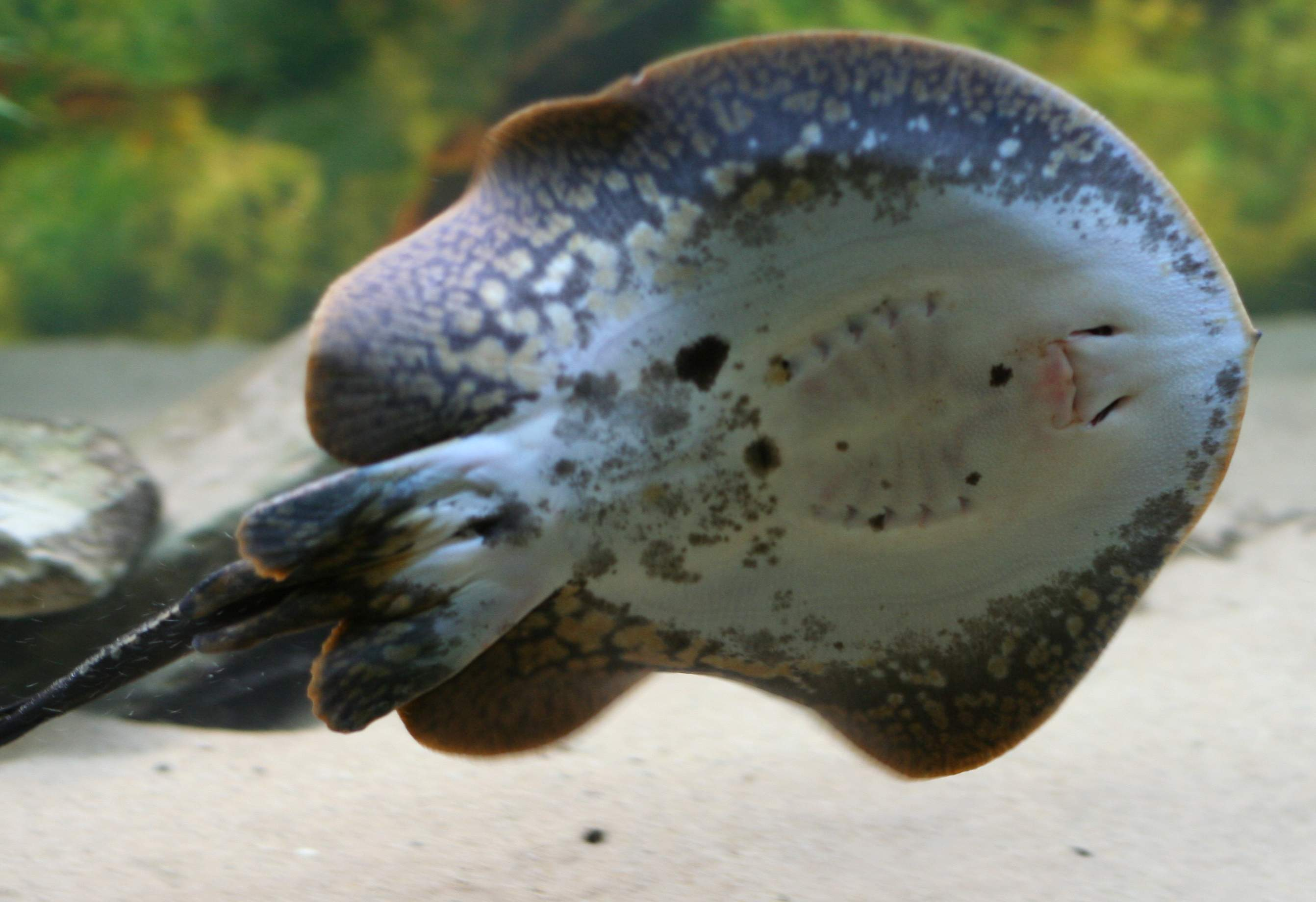
A rája alulról

Az édesvízi rája előfordulási területe Dél-Amerika nagyobb folyói. Állományai találhatók az Amazonas-medence majdnem egész területén Ecuadortól kezdve egészen a brazíliai Belémig, valamint a Napo, Solimões és Pará folyókban.

## Megjelenése
A hím legfeljebb 58 centiméter hosszú.

## Életmódja
Trópusi rája, amely a folyómedrek közelében él. Tápláléka a kisebb harcsafélék, rovarok, tízlábú rákok, valamint az élősködő galandférgek (Cestoda) és fonálférgek (Nematoda).